# Кулябська область
Куля́бська о́бласть — адміністративно-територіальна одиниця Таджицької РСР, що існувала в 1939—1955 та 1973—1988 роках. Обласним центром було місто Куляб.
У вересні 1988 року адміністративні райони колишньої Кулябської області відійшли до складу новоутвореної Хатлонської області.

## Керівництво області

### Голови облвиконкому
1. Курбанов Халім (1942 — 1944)
2. Чолбабаєв Мірбобо (1944 — 1945)
3. Алієв Алікул (1946 — 1949)
4. Бабаханов Кунуш (1949 — 1953)
5. Мірзоєв Хайрулло (1953 — 1955)
6. Раджабов Худойор Раджабович (1973 — жовтень 1983)
7. Хасанов Салохіддін Хасанович (25 жовтня 1983 — січень 1986)
8. Табаров Хабібулло Табарович (січень 1986 — січень 1987)
9. Мірзоєв Акбар (січень 1987 — січень 1988), (січень 1990 — березень 1992)
10. Мірзоалієв Курбон (березень — серпень 1992)
11. Різоєв Джийонхон (серпень — 27 жовтня 1992)
12. Рахмо́нов Емомалі Шаріпович (листопад 1992)

### Відповідальні (1-і) секретарі окружкому КП(б) Таджикистану
1. Артиков Ш. (1924 — 1925)
2. Курбанов Макс Карімович (1925 — 1926)
3. Мілютін Андрій Онисимович (1927 — 1928)
4. Азізов (1928)
5. Карміліцин (1928)
6. Козлов Ф.В. (1928 — 1929)
7. Масаїдов Мухаммеджан Мадалійович (1929 — 1931)
8. Сайко Віктор Антонович (1938 — 1939)

### 1-і секретарі обкому КП Таджикистану
1. Сайко Віктор Антонович (1939 — 1940)
2. Хусанджанов Бабаджан (1940 — 1941)
3. Соболь Борис Ісакович (1941 — 1943)
4. Шкарбан Іван Григорович (1943 — серпень 1945)
5. Михайлов Михайло Федорович (1945 — 1947)
6. Назаров Ібрагім (1947 — 1948)
7. Козлов Микола Іванович (1948 — 1952)
8. Ульджабаєв Турсунбай Ульджабайович (1952)
9. Сафаров Ахмед (вересень 1952 — 1955)
10. Касимов Рахбар Рахматович (січень 1974)
11. Хісамутдінов Ахмеджан Хісамутдінович (лютий 1974 — 29 жовтня 1983)
12. Хайоєв Ізатулло Хайоєвич (29 жовтня 1983 — січень 1986)
13. Хасанов Салохіддін Хасанович (січень 1986 — січень 1988)
14. Мірзошоєв Султан Шаріпович (січень 1990 — 1991)